# Marieke van Wanroij
Marieke van Wanroij (Nijmegen, 5 juli 1979) is een wielrenner uit Nederland.
In 2011 werd Van Wanroij tweede in Gooik-Geraardsbergen-Gooik, achter Marianne Vos. Ook in de Holland Hills Classic werd ze tweede achter Vos.
Sinds 2021 is Van Wanroij performance coach van Team Jumbo-Visma.
Armitstead · Daams · De Jong · Ensing · Guarnier · Kasper · Kessler · Majerus · Pawłowska · Trott · Van Dijk · Van Paassen · Van Wanroij · Zijlaard
Armitstead · Bras · Daams · De Baat · Kasper · Kessler · Martin · Rooijakkers · Trott · Van Wanroij · Visser